# Karner János
Karner János (Johann Karner, 1823 körül – Budapest, 1874. február 19.) számtanácsos.

## Élete
A pesti kereskedelmi akadémiánál 1866 januárjában a könyvvitel segédtanárának alkalmaztatott és a kereskedelmi szaktárgyak magántanítója volt. Utóbb állomásán állandósítva, az intézetben hat évig tanította a könyvvitelt. 1872. március 1-jén számtanácsossá kineveztetvén a magyar királyi kamatbiztosítéki számvevőségnél, tanári állásáról leköszönt. Meghalt 1874. február 18-án Budapesten, életének 51., házasságának 24. évében. Neje Zizelsberger Rozina volt.

## Munkái
1. Kaufmännisches Rechenbuch für den Detailhandel mit allen möglichen Vortheilen... Zum Selbstunterrichte für den Handel- und Gewerbestand als auch zum Gebrauche in den Commercial-Schulen verfasst und herausgegeben. Pest, 1857.
2. Az új pénz a mindennapi forgalomban, vagy rövid gyakorlati oktatás a régi és új pénznek úgy idegen államokban előforduló azon ércpénzek átváltoztatásáról, melyekre 1857. jan. 24-rőli pénzszerződvény kiterjed, egyszerű szabályokban minden számítási előnyökkel és különösen vonatkozással az 1858. ápr. 27. kelt cs. nyiltparancsra előadva. A mindennapi forgalomban előforduló árúbecs-, kamat-, aranyérték- és árúpapirszámításokkal s többféle áttekintőleges táblás jegyzékkel. Uo. 1858. (Ugyanez németűl: Das neue Geld... Uo. 1858.)
3. Karner's Handelsschule I. Vollständiges praktisches Rechenbuch für Detailhandel, Fabrikanten u, Gewerbsleute so wie für den Selbstunterricht angehender Praktiker und zum Gebrauche an Handels-Schulen. II. Vollständiges Lehrbuch der einfachen und doppelten Buchführung ... Uo. 1860-63. III. Lehrbuch der Stylistik für Kaufleute, Fabrikanten und Gewerbtreibende... Durchgesehen v. Prof. Carl Conlegner. Uo. 1865. (Teljesen átdolgozott kiadása Novák Sándortól. Bpest, 1878. Magyarul: I. ford. Mentovics Elek és Szabó Imre. Pest, 1872., II. ford. Maar P. Uo. 1871., III. ford. Gyulay Béla, Bpest, 1873.; teljesen átdolg. Novák Sándortól. Bpest, 1877.)
4. Rechenbuch für den Kleinhandel und den Gewerbestand... Pest, 1871. (Kivonat a Handelsschule I. kötetéből. Magyarul: Számoló-könyv kereskedők és iparosok számára... ford. Szász Károly. Uo. 1872.)